# 拜占庭大学
拜占庭大学是指拜占庭帝国时期的高等教育。

## 定义
尽管一些拜占庭机构偶尔被称为「大學」，因为它们是高等教育的中心，但拜占庭世界与西方的拉丁世界不同，他们并不知道大学这一术语的严格与原本的意义。高等教育通常由私人教师、专业团体，以及国家任命的教师提供，而非中世紀大學那种永久性的法人團體。

## 历史
早期罗马、雅典以及亞歷山卓都是教育的主要中心，但在5世纪被新都君士坦丁堡取代。随着529年雅典的柏拉图学院被关闭，以及7世纪中期穆斯林征服亚历山大与贝鲁特，所有的高等教育重心都集中到了君士坦丁堡。
330年君士坦丁堡建立之后，教师们被吸引到这个新的城市并逐渐获得了国家的官方支持与监督，但未有正式持久由国家资助的教育机构开设。直到425年狄奧多西二世设立君士坦丁堡大学，其被形容是「拜占庭第一次刻意努力向高等教育施加控制」。这在私人教师与公共教师（由国家资助）之间形成了显著区别，官方教师亦享有着特权与威望。共有31位教师：希腊与拉丁语词汇各有10位教师，还有两位教师教授法律，一位教授哲学，八位教授修辞学（其中五位以希腊语教学，三位以拉丁语教学）。这一体系在官方不同程度的支持下一直持续到了7世纪。修辞学是拜占庭教育体系最重要及最困难的课程，其形成了公民在帝国担任公职或在教会中就任职位的基础。随着帝国对国内知识生活的控制，拜占庭开始对高等学校的课程与人员进行审查。
7、8世纪拜占庭的社会生活经历了一段艰难的时期。南部阿拉伯人持续不断的压力，和北部斯拉夫人、阿瓦尔人、保加尔人的袭扰，导致了严重的经济衰退与社会生活的变化。高等教育依旧不断获得一些国家资助。对当代学者而言，相关细节仍不清楚，但可以推测教育的质量相比之前已经下滑。
随着9世纪国家不断趋于稳定，一些提升高等教育质量的措施也开始出台。863年，词汇、修辞、哲学（其中还包括数学、天文以及音乐）教育席位设立，并在皇宫中有一处永久性的位置。之后的一个半世纪中，这些教育席位一直受到国家支持，此后教会可能在提供高等教育中占据了主导地位。12世纪，牧首大学（Patriarchal School）成为了主要的教育中心，该学校有狄奧多拉·普羅德羅莫斯以及薩洛尼卡的歐斯塔修斯等文人。
1204年十字军于第四次东征中占据了君士坦丁堡，使得所有对高等教育的支持都被终结，尽管尼西亚的流亡政府向独立的私人教师提供了一些支持。尽管1261年君士坦丁堡收复之后恢复了一些原有的体系，但是从未能完全回复，大部分的教育都落在了私人教师和专家身上。这之中包括外交官与修道士马克西姆·普拉努得斯、历史学家尼基弗鲁斯·格雷戈拉斯，以及文人曼努埃尔·赫里索洛拉斯（他于佛罗伦萨教学，影响了早期意大利人文主义者对希腊的研究）。在15世纪君士坦丁堡陷落后，该城许多教师都追随了赫里索洛拉斯的脚步。

### 书籍
- Browning, Robert: "Universities, Byzantine", in: Dictionary of the Middle Ages, Vol. 12, Charles Scribner's Sons, New York, 1989, pp. 300–302
- Browning, Robert, , Byzantion, 1962, 32: 167–202
- Wilson, N. G., , London: Duckworth, 1983, ISBN 0-7156-1705-2

### 脚注
1. 1 2  Robert Browning: "Universities, Byzantine", in: Dictionary of the Middle Ages, Vol. 12, Charles Scribner's Sons, New York, 1989, pp. 300–302 (300): Universities, Byzantine. The medieval Greek world knew no autonomous and continuing institutions of higher education comparable to the universities of the later Middle Ages in Western Europe. But higher education, both general and professional, was provided by private teachers, by members of professional groups, and by officially appointed teachers paid by the state.
2. 1 2  Marina Loukaki: "Université. Domaine byzantin", in: Dictionnaire encyclopédique du Moyen Âge, Vol. 2, Éditions du Cerf, Paris, 1997, ISBN 2-204-05866-1, p. 1553: Le nom "université" désigne au Moyen Âge occidental une organisation corporative des élèves et des maîtres, avec ses fonctions et privilèges, qui cultive un ensemble d'études supérieures. L'existence d'une telle institution est fort contestée pour Byzance.
3. ↑  Browning, Robert: "Universities, Byzantine", in: Dictionary of the Middle Ages, Vol. 12, Charles Scribner's Sons, New York, 1989, pp. 300–302 (300)
4. ↑  Markopoulos, Athanasios, , Jeffreys, Elizabeth; Haldon, John F.; Cormack, Robin  (编), , Oxford Handbooks in Classics and Ancient History, Oxford: Oxford University Press: 785–795, 2008, ISBN 978-0-19-925246-6
5. ↑  Constantinides, C. N. . Jeffreys, Elizabeth  (编). . Ashgate Publishing, Ltd. 2003: 39–53. ISBN 0-7546-3453-1.
6. ↑  Colish, Marcia. . New Haven: Yale University Press. 1997: 123-7. ISBN 0-300-07852-8.